# Dwergjacana
De dwergjacana (Microparra capensis) is een vogel behorend tot de jacana's. De vogel is de enige soort in het genus Microparra.

## Verspreiding en leefgebied
De vogel heeft een groot verspreidingsgebied en komt voor in zoet watergebieden in een groot deel van Sub-Saharisch Afrika, met name van Mali tot Ghana, oostelijk tot Ethiopië en zuidelijk tot Namibië, Botswana en oostelijk Zuid-Afrika. Er zijn geen ondersoorten van de dwergjacana bekend.

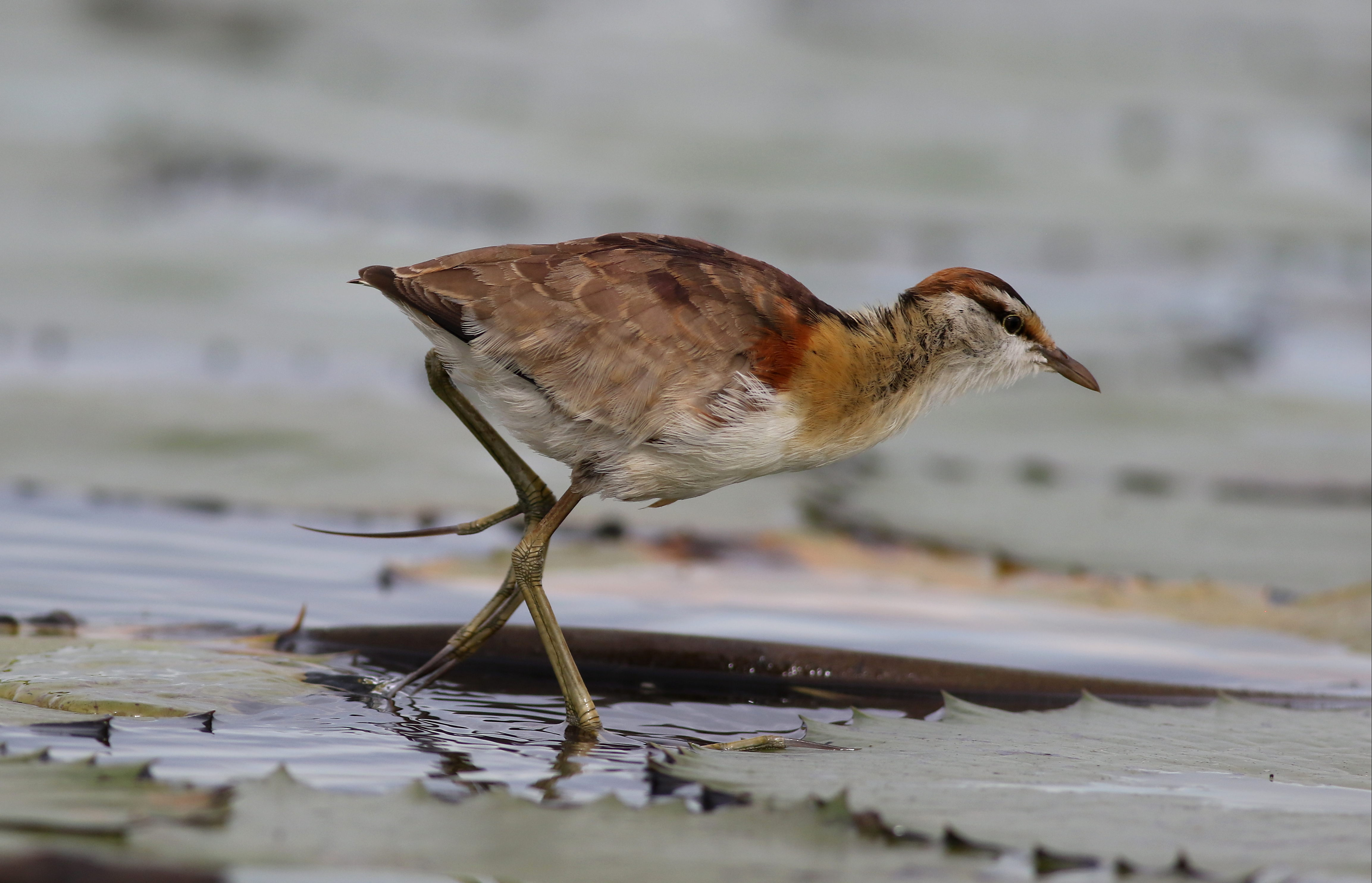